# 뉴클레이

## 소개
뉴클레이(NEWCLAY)는 대한민국의 CCM 워십팀이자 기독교 예배 ·문화 사역팀으로 인종과 민족 등 다름에 제한받지 않고, 다양한 문화가 함께 하나님을 예배하는 데 목적을 갖고 있으며, 하나 되는 문화 연합 예배, 현대적 관점의 새로운 찬양, 말씀에 기초한 건강한 신앙관을 지향한다. 
[모든 사람은 주의 손으로 지음 받았고, 누구든지 그리스도 안에서 새로운 피조물]
NEW 그런즉 누구든지 그리스도 안에 있으면 새로운 피조물이라 이전 것은 지나갔으니 보라 새것이 되었도다 (고후5:17)   
CLAY 우리는 진흙이요 주는 토기장이시니 우리는 다 주의 손으로 지으신 것이니이다 (사46:8)

## 구성원
| 예배인도자          | 류범열                             |
| 싱어                | 김진호 이정우 최단 정하은 윤혜송   |
| 기타                | 김민권 국준원                      |
| 베이스              | 장훈민                             |
| 건반                |                                    |
| 드럼                | 지은주                             |
| 크리에이티브-컬쳐팀 | 최혜지 변지영 김지은 양상원 홍서희 |

## 활동(예배)
뉴클레이 예배 (뉴클레이워십)는 매월 마지막 주 목요일입니다.

- 날짜 | 매월 마지막 주 목요일 저녁 7시 30분
- 장소 | 두리춤터 (7호선 내방역 6번 출구, 주소 : 서울특별시 서초구 방배동 794-29)
- 말씀 | 김형중 목사 (지스퀘어처치)

## 활동(라이브워십)

### LIVE WORSHIP 2023 <Day By Faith>
| 주제      | NEWCLAY 라이브워십 2023 - Day by Faith |
| 일시      | 2023년 8월 26일(토) |
| 장소      | 지스퀘어처치 |
| 말씀      | 조정민 목사 (베이직교회) |
| 설명      | Day by Faith'Day By Faith'는 믿음으로 하루를 살아내길 원하고 바라는 우리에게 오직 주님만이 모든 것 되신다는 고백의 시간입니다. 우리의 삶을 책임지시고 이끌어가시는 주님을 찬양하기 원합니다. |
| 악보 공유 | Day by Faith 악보 다운로드 |

SongList
| 순서 | 제목                          | 링크    |
| 01   | 예수 영원한 주 이름           | Youtube |
| 02   | 풀은 마르고                   | Youtube |
| 03   | 주 발 앞에 나 엎드려(One Way) | Youtube |
| 04   | 날마다(Everyday)              | Youtube |
| 05   | 빛으로 오신 주님              | Youtube |
| 06   | 내 기쁨되신 주(Made me Glad)  | Youtube |
| 07   | 믿음으로 하루를 살아내는 것   | Youtube |
| 08   | 예수 나의 선한 목자           | Youtube |
| 09   | 주님의 영광                   | Youtube |
| 10   | 하나님을 우리는               | Youtube |

### LIVE WORSHIP 2024 <EVERYTHING>
| 주제      | NEWCLAY 라이브워십 2024 - EVERYHTING |
| 일시      | 2024년 8월 31일(토) |
| 장소      | 남서울교회 |
| 말씀      | 김형중 목사 (지스퀘어처치) |
| 설명      | EVERYTHING하나님은 하나님이 우리의 모든 것이 되기를 원하십니다. 하나님은 우리에게 모든 것을 주셨습니다. 우리도 하나님 앞에 우리의 모든 것으로 응답하기를 원합니다. 여러분의 모든 것은 무엇입니까? 결국 하나님 한 분이십니다. 세상이 말하는 모든 것이 아니라 우리 마음의 모든 것을 내어놓고 예배드리기 원합니다. |
| 악보 공유 | EVERYTHING 악보 다운로드 |

SongList
| 순서 | 제목                | 링크    |
| 01   | EVERYTHING          | Youtube |
| 02   | 주 앞에 서          | Youtube |
| 03   | 예수 날 구원하신 분 | Youtube |
| 04   | 영원한 샘물 예수    | Youtube |
| 05   | 가까이              | Youtube |
| 06   | 하나님이 계시니     | Youtube |
| 07   | 다 주님의 시간      | Youtube |
| 08   | 마음을 찢습니다     | Youtube |
| 09   | 들으소서            | Youtube |

## 음반

### 정규 음반
- LIVE WORSHIP 2023 <Day By Faith> (2024.02.13 발매)
- LIVE WORSHIP 2024 <EVERYTHING> (2025.05.19 발매)